# Diocesi di Dioclea di Frigia
La diocesi di Dioclea di Frigia (in latino Dioecesis Diocleana) è una sede soppressa e sede titolare della Chiesa cattolica.

## Storia
Dioclea, identificabile con Dogla (Dola) nell'odierna Turchia, è un'antica sede episcopale della provincia romana della Frigia Pacaziana nella diocesi civile di Asia. Faceva parte del patriarcato di Costantinopoli ed era suffraganea dell'arcidiocesi di Laodicea.
Sono noti tre soli vescovi di questa sede, chiamata anche Diocletianopolis nelle liste conciliari: Costanzo, che prese parte al concilio di Efeso nel 431; Evandro, che assistette a quello di Calcedonia nel 451; e Gregorio, noto per un sigillo datato alla prima metà dell'XI secolo.
La diocesi è documentata nelle Notitiae Episcopatuum del patriarcato di Costantinopoli fino al XII secolo.
Dal XVII secolo Dioclea è annoverata tra le sedi vescovili titolari della Chiesa cattolica; la sede è vacante dal 12 gennaio 1985.

## Cronotassi

### Vescovi greci
- Costanzo † (menzionato nel 431)
- Evandro † (menzionato nel 451)
- Gregorio † (prima metà dell'XI secolo)

### Vescovi titolari
- Jean-Vincent de Tulles † (16 marzo 1637 - ottobre 1640 succeduto vescovo di Orange)
- Domenico Gianuzzi † (2 dicembre 1669 - 23 agosto 1680 deceduto)
- Johann Eustach Egolf von Westernach † (23 giugno 1681 - 28 settembre 1707 deceduto)
- Johann Adam Nieberlein † (12 marzo 1708 - 28 dicembre 1748 deceduto)
- Giovanni Carlo Antonelli † (15 maggio 1752 - 1769 deceduto)
- Stanisław Wykowski † (10 settembre 1770 - prima del 18 aprile 1778 deceduto)
- Adam Kościa † (19 giugno 1780 - ? deceduto)[6]
- Maurelio (Maurelio di Santa Teresa) Stabellini, O.C.D. † (2 maggio 1815 - 21 gennaio 1857 deceduto)
- Johannes Boßmann † (25 giugno 1858 - 4 agosto 1875 deceduto)
- Salvatore Nappi † (26 giugno 1876 - 28 febbraio 1879 nominato arcivescovo di Conza e amministratore di Campagna)
- Felice Gialdini † (12 maggio 1879 - 23 aprile 1890 succeduto vescovo di Montepulciano)
- Gennaro Cosenza † (23 giugno 1890 - 12 giugno 1893 nominato vescovo di Caserta)
- Giuseppe Morabito † (28 novembre 1898 - 15 dicembre 1898 nominato vescovo di Mileto)
- Laurenz Mayer † (11 gennaio 1899 - 13 maggio 1912 deceduto)
- Charles Cox, O.M.I. † (15 luglio 1914 - 9 marzo 1936 deceduto)
- Pasquale Ragosta † (7 ottobre 1936 - 1º novembre 1942 deceduto)
- Carlo Stoppa † (17 aprile 1943 - 2 ottobre 1945 nominato vescovo di Sarsina)
- Benedetto Falcucci † (22 dicembre 1945 - 2 luglio 1949 nominato vescovo di Penne e Pescara)
- Salvatore Ballo Guercio † (8 agosto 1949 - 12 agosto 1967 deceduto)
- Youannès Malak † (4 novembre 1978 - 12 gennaio 1985 deceduto)